# Ignacio Garrido

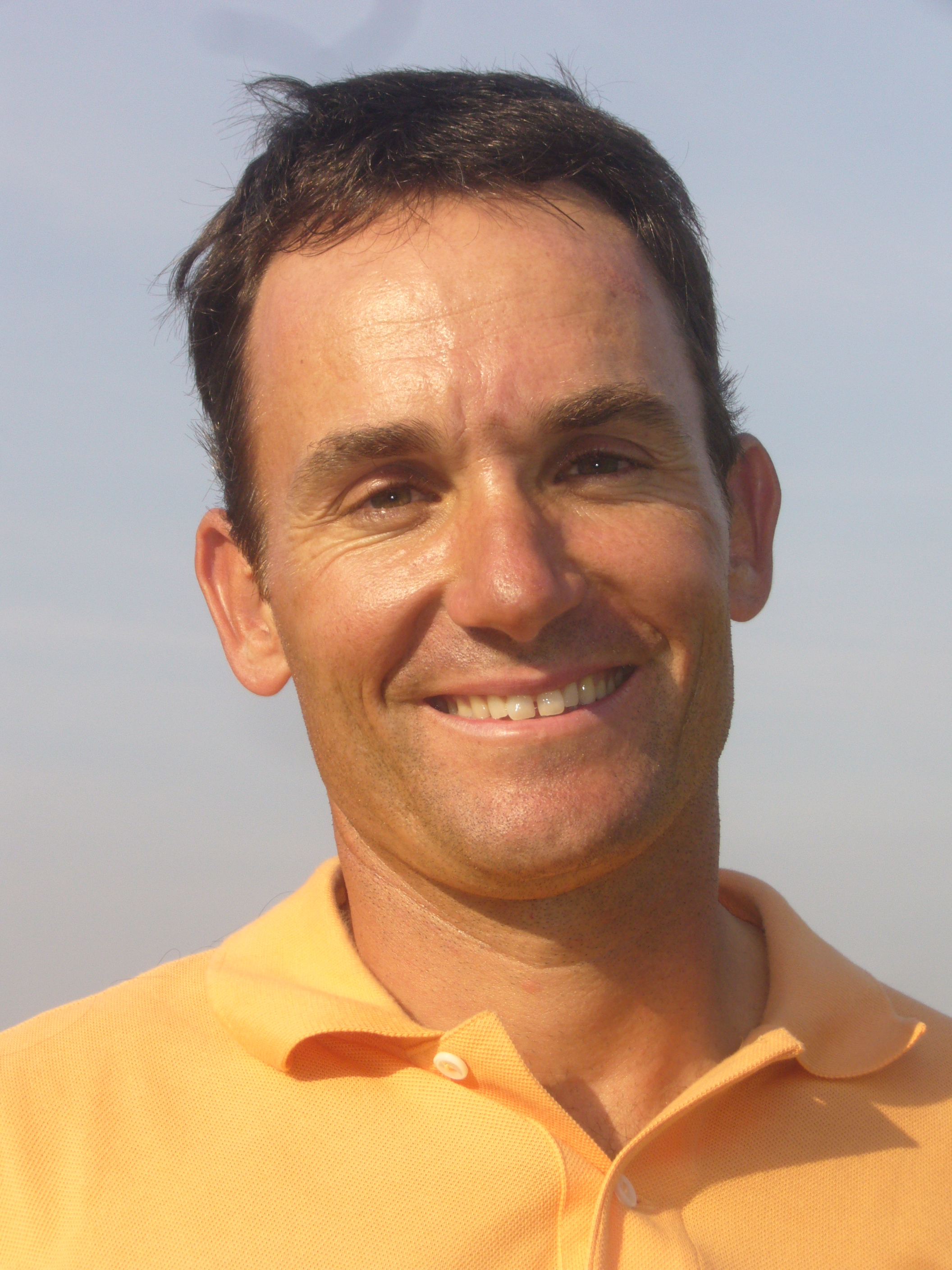
Op het KLM Open 2009

Ignacio Garrido (Madrid, 27 maart 1972) is een Spaanse golfprofessional.

## Amateur
Ignacio Garrido is de oudste zoon van Antonio Garrido (1944), die nu op de Seniors Tour speelt, maar vroeger regelmatig op het Dutch Open speelde.
In zijn amateurtijd wint Ignacio o.a. English Open Amateur Strokeplay.

## Professional
In 1993 wordt Ignacio professional, hij speelt dan handicap + 4. Hij begint op de Challenge Tour, wint de Challenge AGF en eindigt daar op de 10de plaats.

In 1994 speelt hij op de Europese Tour, en heeft daar sindsdien ieder jaar gespeeld.
 
In 1997 behaalt hij daar zijn eerste overwinning, het Duitse Open. Later dat jaar speelt hij in de Ryder Cup in Valderrama met vader Antonio als caddy.

In 2003 wint hij het PGA Championship op Wentworth.
In 2008 breekt hij tijdens de tweede ronde van het Spaanse Open het baanrecord op de baan van Real Club de Golf de Sevilla met een score van 63 (-9). Op elf van de achttien greens had hij slechts één putt nodig. Hij verliest uiteindelijk de play-off van de Ier Peter Lawrie.

### Gewonnen
- 1993: Challenge AGF
- 1996: King Hassan II Trophy  op de Royal Golf Dar Es Salam in Rabat
- 1997: Duits Open op de Nippenburg G.C., Stuttgart
- 2003: PGA Championship op Wentworth

### Teams
- Ryder Cup: 1997

## Trivia
- Zijn beste positie op de Order of Merit is de 6de plaats in 1997.